# احمد بیگ حسینی
احمد بن احمد بن یوسف حسینی شهرت‌یافته به احمد بیگ حسینی (۱۸۵۴ – ۱۹۱۴) فقیه شافعی و وکیل مصری بود. هنگامی که در سال ۱۳۰۳ق، دادگاه‌های مصر بازگشایی شد، به شغل وکالت روی آورد و از اعضای برخی کمیسیون‌های قانون‌گذاری بود. حسینی به نگارش نیز پرداخت: إعلام الباحث یقبح أم الخبائث، البیان فی أصل تکوین الإنسان، دلیل المسافر و کشف الستار از آثار اوست که موضوع همگی فقهی است. کتابخانهٔ شخصی او، ۳۹۹۵ مورد شامل می‌شد که به دارالکتب المصریه رسید.